# فيفيان إي. براون
فيفيان إي. براون (بالإنجليزية: Vivian E. Browne)‏ هي فنانة تشكيلية ومصممة جرافيك ورسامة توضيحية ورسامة أمريكية، ولدت في 26 أبريل 1929 في Laurel, Florida ‏ في الولايات المتحدة، وتوفيت في 23 يوليو 1993 في مانهاتن في الولايات المتحدة.